# Glide Brook
Der Glide Brook ist ein Zufluss des Humber Canal auf der zur kanadischen Provinz Neufundland und Labrador gehörenden Insel Neufundland.

## Flusslauf
Der Glide Brook bildet den Abfluss des Upper Glide Lake. Er fließt in überwiegend nordöstlicher Richtung durch das Hügelland, welches den Grand Lake im Süden vom Deer Lake im Norden trennt. Er durchfließt die beiden Seen Burnt Pond und Glide Lake und mündet schließlich in den Humber Canal, den Kraftwerkskanal des Wasserkraftwerks Deer Lake. Ursprünglich floss der Glide Brook weiter zum Upper Humber River.

## Hydrologie
Der Glide Brook entwässert ein Areal von etwa 150 km². Der mittlere Abfluss am Pegel bei Flusskilometer 10 beträgt 2,66 m³/s. Im Mai führt der Fluss mit im Mittel 11,4 m³/s die größte Wassermenge.